# ビアナ公

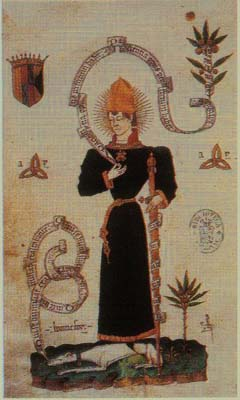
ビアナ公カルロスの肖像

ビアナ公（スペイン語：Príncipe de Viana）は、スペイン王国の王位継承予定者（推定相続人）が用いる称号の一つ。現在、アストゥリアス女公レオノール王女が保持している。
元々はナバラ王国の王位継承予定者の称号であった。ナバラ王カルロス3世が、はじめ自らの男子に（いずれも夭逝）、次いで長女ブランカ（後の女王）とアラゴン王子フアン（後のアラゴン王フアン2世）との間に生まれたカルロスに授けた。この称号は、カルロスの妹である女王レオノールとフォワ伯ガストン4世の子ガストンも用いた。ただし、いずれも王位を継承することはなかった。
称号の創設と使用は、西ヨーロッパ諸国の流行を反映し、王子の私領の名にちなんでいた。スペイン王国成立以前、王太子の持つ称号として比較しうるのは、カスティーリャのアストゥリアス公、アラゴン＝カタルーニャのジローナ公であった。似たような称号として、イギリス（イングランド）のプリンス・オブ・ウェールズ、フランスのドーファンがある。
15世紀のイサベル1世とフェルナンド2世の結婚によるスペイン王国成立、16世紀のフェルナンド2世によるナバラ王国征服といった歴史的事件のため、称号の重要性は失われた。ナバラ王国がフランス王国とスペイン王国の間で分割されたことがさらに追い討ちをかけた。現在、ビアナ公は単なる称号にすぎず、付属して領地が与えられるものではない。むしろ、統合されたスペイン王家の中でかつてのナバラ王国が歴史的に継続する象徴に他ならない。